# Auguste Bonavita
Auguste Bonavita, francoski general, * 1887, † 1943.